# George Tenet

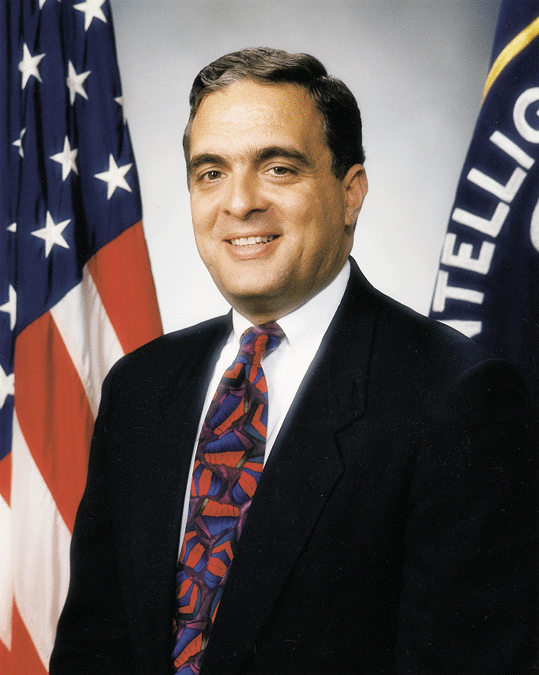
George Tenet

George John Tenet (* 5. Januar 1953 in Flushing, New York City) ist ein ehemaliger US-amerikanischer Regierungsbeamter. Er war vom 11. Juli 1997 bis zum 11. Juli 2004 Direktor der CIA. Am 3. Juni 2004 gab er seinen Rücktritt bekannt; John E. McLaughlin übernahm das Amt des Direktors am 11. Juli 2004 kommissarisch.

## Jugend und Familie
George Tenet wurde in Flushing, einem Stadtteil von Queens, in New York City als Sohn von Evangelia und John Tenet geboren. Seine Mutter war eine Griechin aus der griechischen Region Epirus, sein Vater ein Grieche aus Himara, Albanien. Er wuchs in Little Neck im New Yorker Stadtteil Queens auf, besuchte öffentliche Schulen und arbeitete im Schnellrestaurant seiner Familie. Tenet hat einen Bachelor-Abschluss der School of Foreign Service der Georgetown University und einen Master der School of International Affairs der Columbia University.
Er ist mit Stephanie Glakas-Tenet verheiratet; das Paar hat einen Sohn.

## CIA
Seit Juni 1995 war Tenet stellvertretender Direktor der CIA; am 11. Juli 1997 wurde er einhellig durch den Senat der Vereinigten Staaten zum Direktor benannt. Sobald eine neue Regierung an die Macht kommt, wird der CIA-Direktor normalerweise ersetzt. Tenet hingegen arbeitete auch nach dem Ende der Regierung Clinton unter George W. Bush weiter.
Während der Friedensgespräche zum Nahen Osten 1998 in Wye River drohte Tenet mit Rücktritt, wenn Clinton den überführten israelischen Spion Jonathan Pollard amnestieren würde. Es wird von einigen angenommen, dass die auch hier deutlich gewordene Unabhängigkeit in seiner Position als Direktor der CIA dazu beigetragen hat, dass Tenet auch mit der Machtübernahme der Republikaner im Amt blieb.
Schon weit vor den Anschlägen vom 11. September machte Tenet die wachsende Bedrohung durch den Terrorismus, insbesondere durch die Gruppe al-Qaida, sowie die potenzielle Bedrohung durch Atomwaffen im Besitz Nordkoreas und Irans zum Thema. Im Juli 2001, zwei Monate vor den Anschlägen des 11. September, wies er gemeinsam mit dem Leiter der Anti-Terrorismus-Abteilung der CIA, Cofer Black, die Sicherheitsberaterin George Bushs, Condoleezza Rice, darauf hin, dass ein Angriff der al-Qaida auf die USA unmittelbar bevorstehe.
Im Dezember 2002 erhielt Tenet von BND-Präsident August Hanning den Hinweis, dass die Angaben des Informanten „Curveball“ über irakische Massenvernichtungswaffen nicht bestätigt werden konnten. Dennoch präsentierte US-Außenminister Colin Powell diese unsichere Quelle im Februar 2003 dem UN-Sicherheitsrat als Begründung für den Irakkrieg.
George Tenet verkündete am 3. Juni 2004 nach offizieller Darstellung aus „persönlichen Gründen“ seinen Rücktritt als CIA-Chef. Vermutungen von anderer Seite, dass sein Rücktritt auch politische Gründe gehabt habe, bestätigte er jedoch erst am 29. April 2007 in einem Interview mit CBS. In diesem Fernsehgespräch erhob er schwere Vorwürfe gegen das Weiße Haus der derweiligen Bush-Regierung und vertrat die Ansicht, dass eine Äußerung über irakische Massenvernichtungswaffen von ihm zur Begründung des Irakkrieges aus dem Zusammenhang gerissen und zum Beispiel von Präsident George W. Bush und Vizepräsident Dick Cheney missbraucht worden sei, als die Entscheidung zum Krieg schon gefallen gewesen wäre. Jene Äußerung, nämlich dass die Existenz solcher Waffen gesichert sei ("a slam dunk"), war zum ersten Mal in Bob Woodwards Buch Plan of Attack festgehalten worden, und als deren Haltlosigkeit bekannt wurde, habe das Weiße Haus ihn fallen gelassen. Tenet sagte hierzu: „Menschen mit Ehrgefühl würden nicht einfach jemanden über Bord werfen als Ablenkungsmanöver.“

## Ehrungen
2004 überreichte US-Präsident George W. Bush Tenet die Freiheitsmedaille („The Presidential Medal of Freedom“), die höchste zivile Auszeichnung in den USA.